# Passion (album de Regina Belle)
Pour les articles homonymes, voir Passion.
Albums de Regina Belle
Stay with Me
(1989) Reachin' Back
(1995)
Passion est le troisième album de la chanteuse Regina Belle. Cet album fut son plus gros succès, devenant Disque de platine en 1995. Ce dernier atteignit la 63e place du classement Billboard 200 et la 13e place du Top R&B/Hip-Hop Albums.
Passion inclut les singles "Dream in Color", "A Whole New World", et "If I Could" qui connurent un grand succès. "The Deeper I Love" sortit aussi en tant que single de l'album mais n'intégra jamais les classements principaux. On notera toutefois qu'il atteignit la 7e place du classement Bubbling Under R&B/Hip-Hop Singles

## Liste des titres
1. "Interlude/Passion"
2. "Quiet Time"
3. "If I Could"
4. "Do You Wanna Get Serious"
5. "Dream In Color"
6. "My Man"
7. "The Deeper I Love"
8. "A Whole New World"
9. "Love"
10. "Heaven Is Just a Whisper Away"
11. "Tango In Paris
12. "One Love"

## Classements de l'album
| Année | Classement             | Position |
| ----- | ---------------------- | -------- |
| 1989  | Billboard 200          | 63       |
| 1989  | Top R&B/Hip-Hop Albums | 13       |

## Classements des singles
| Année | Single             | Billboard Hot 100 | Hot R&B/Hip-Hop Songs | Hot Adult Contemporary Tracks |
| ----- | ------------------ | ----------------- | --------------------- | ----------------------------- |
| 1993  | "Dream In Color"   | -                 | 63                    | -                             |
| 1989  | "If I Could"       | 52                | 9                     | 12                            |
| 1990  | "What Goes Around" | 1                 | 7                     | 1                             |